# Saint-Hilaire-du-Maine
Saint-Hilaire-du-Maine ist eine französische Gemeinde mit 808 Einwohnern (Stand: 1. Januar 2022) im Département Mayenne in der Region Pays de la Loire; sie gehört zum Arrondissement Mayenne und zum Kanton Ernée. 

## Geographie
Saint-Hilaire-du-Maine liegt etwa 20 Kilometer nordnordwestlich von Laval. Hier entspringt die Vicoin. Umgeben wird Saint-Hilaire-du-Maine von den Nachbargemeinden Montenay im Norden, Chailland im Osten, La Baconnière im Süden, Le Bourgneuf-la-Forêt im Südwesten sowie Juvigné im Westen.

## Bevölkerungsentwicklung
| Jahr                       | 1962 | 1968 | 1975 | 1982 | 1990 | 1999 | 2006 | 2019 |
| Einwohner                  | 923  | 824  | 755  | 688  | 633  | 664  | 799  | 832  |
| Quellen: Cassini und INSEE |      |      |      |      |      |      |      |      |

## Sehenswürdigkeiten
- Kirche Saint-Hilaire aus dem 19. Jahrhundert

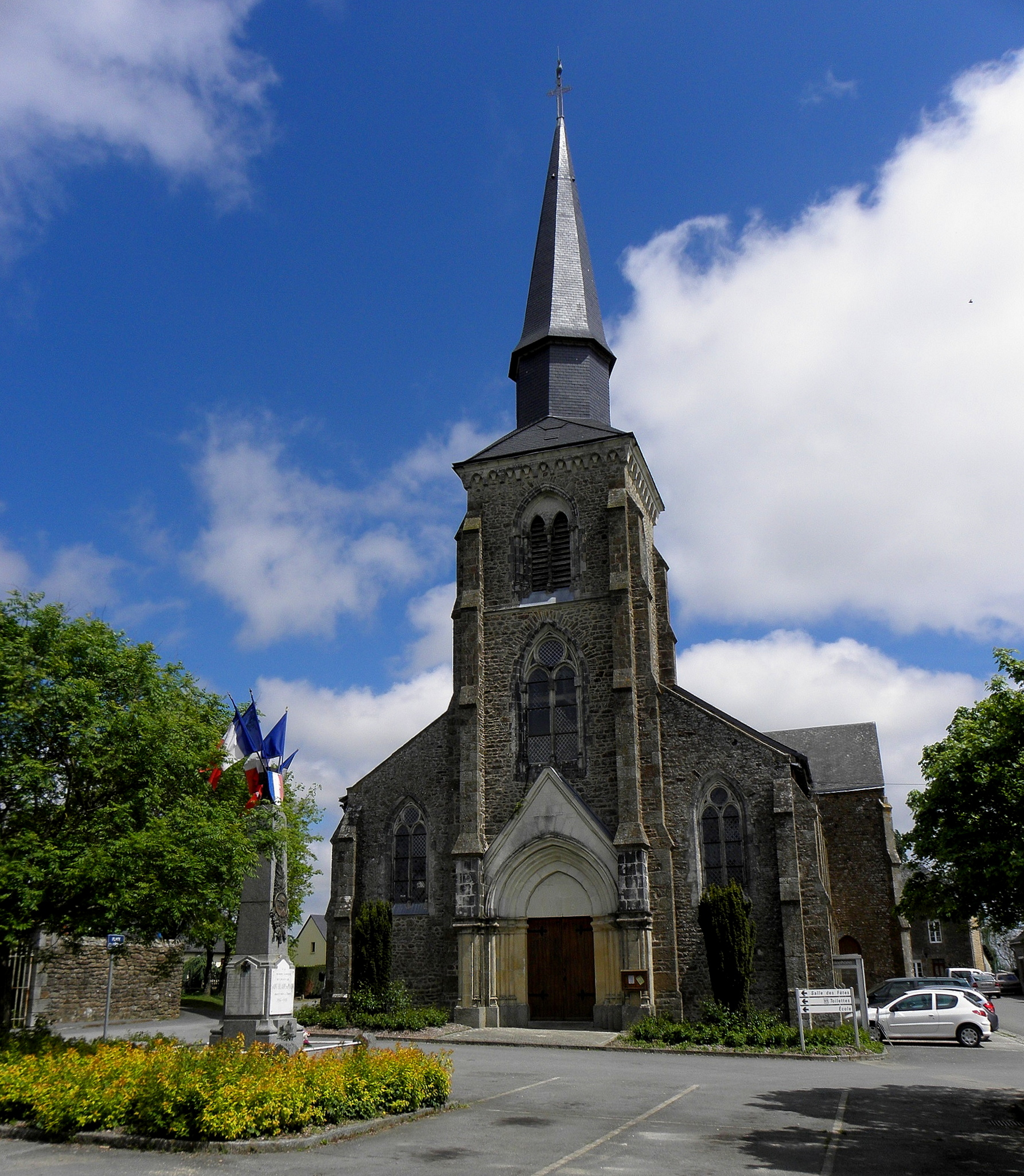
Kirche Saint-Hilaire